# Кругле озеро (Шацький район)
Кругле — озеро у Шацькому районі Волинської області України.
Озеро розташоване за 2 км на схід від селища Шацьк, входячи в каскад протічних озер Люцимер-Кругле-Довге-Плотиччя-Кримно.
Площа озера становить 8,6 га, довжина — 400 м, ширина — 300 м, максимальна глибина — 2,0 м.